# Walter McGrail
Walter McGrail (Brooklyn, 19 ottobre 1888 – San Francisco, 19 marzo 1970) è stato un attore statunitense.

## Biografia

### Carriera
McGrail iniziò a recitare nel 1915, all'epoca del muto. Gli vennero affidati ruoli importanti e negli anni venti, era già un attore molto conosciuto. Nella sua carriera, fu in qualche modo ostacolato, perché aveva i capelli scuri e, spesso, gli venivano affidate parti di latino o sud-europeo, invece che quelle da protagonista. McGrail recitò anche in film sonori, nei quali interpretò ruoli minori. Nel 1936 e nel 1939, interpretò diversi classici cinematografici dell'epoca come La conquista del West - dove fu diretto da Cecil B. DeMille - e Ombre rosse, diretto da John Ford.
Prima di ritirarsi dagli schermi, McGrail fece diverse apparizioni in serie televisive, l'ultima delle quali, nel 1953, in un episodio di Cisco Kid, remake di un classico del cinema western.

## Filmografia

### Cinema
- Thou Art the Man, regia di S. Rankin Drew (1916)
- The Road of Many Turnings, regia di Van Dyke Brooke - cortometraggio (1916)
- The Resurrection of Hollis, regia di Harry Davenport - cortometraggio (1916)
- The Ordeal of Elizabeth, regia di Wilfrid North (1916)
- Lights of New York, regia di Van Dyke Brooke (1916)
- Carew and Son, regia di Harry Davenport - cortometraggio (1916)
- The Scarlet Runner, regia di William P.S. Earle e Wally Van - serial (1916)
- The Dollar and the Law, regia di Wilfrid North (1916)
- Indiscretion, regia di Wilfrid North (1917)
- The Courage of Silence, regia di William P.S. Earle (1917)
- Womanhood, the Glory of the Nation, regia di William P.S. Earle, James Stuart Blackton (1917)
- Within the Law, regia di William P.S. Earle (1917)
- The Green Door, regia di Thomas R. Mills (1917)
- A Service of Love, regia di John S. Robertson - cortometraggio (1917)
- Over There, regia di James Kirkwood (1917)
- Brown of Harvard, regia di Harry Beaumont (1918)
- The Clarion Call, regia di Ashley Miller - cortometraggio (1918)
- The Song of the Soul, regia di Tom Terriss (1917)
- The Business of Life, regia di Tom Terriss (1918)
- The Triumph of the Weak, regia di Tom Terriss (1918)
- Find the Woman, regia di Tom Terriss (1918)
- To the Highest Bidder, regia di Tom Terriss (1918)
- Everybody's Girl, regia di Tom Terriss (1918)
- Miss Ambition, regia di Henry Houry (1918)
- Brown of Harvard, regia di Harry Beaumont (1918)
- The Adventure Shop, regia di Kenneth S. Webb (1919)
- The Girl Problem, regia di Kenneth S. Webb (1919)
- The Country Cousin, regia di Alan Crosland (1919)
- Il segreto nero (The Black Secret), regia di George B. Seitz - serial (1919)
- Greater Than Fame, regia di Alan Crosland (1920)
- Blind Youth, regia di Edward Sloman e, non accreditato, Alfred E. Green (1920)
- The Invisible Divorce, regia di Nat G. Deverich, Thomas R. Mills (1920)
- Life's Twist, regia di William Christy Cabanne (1920)
- Darling Mine, regia di Laurence Trimble (1920)
- Beware of the Bride, regia di Howard M. Mitchell (1920)
- Habit, regia di Edwin Carewe (1921)
- The Breaking Point, regia di Paul Scardon (1921)
- Playthings of Destiny, regia di Edwin Carewe (1921)
- Pilgrims of the Night, regia di Edward Sloman (1921)
- The Invisible Fear, regia di Edwin Carewe (1921)
- Her Mad Bargain, regia di Edwin Carewe (1921)
- The Cradle, regia di Paul Powell (1922)
- The Top of New York, regia di William Desmond Taylor (1922)
- The Yosemite Trail, regia di Bernard J. Durning (1922)
- The Kentucky Derby, regia di King Baggot (1922)
- Suzanna, regia di F. Richard Jones (1922) [1][2]
- Nobody's Money, regia di Wallace Worsley (1923)
- Is Divorce a Failure?, regia di Wallace Worsley (1923)
- Where the North Begins, regia di Chester M. Franklin (1923)
- L'undecima ora (The Eleventh Hour), regia di Bernard J. Durning (1923)
- The Bad Man, regia di Edwin Carewe (1923)
- Lights Out, regia di Alfred Santell (1923)
- Flaming Youth, regia di John Francis Dillon (1923)
- Un figlio del Sahara (A Son of the Sahara), regia di Edwin Carewe (1924)
- Unguarded Women, regia di Alan Crosland (1924)
- Gerald Cranston's Lady, regia di Emmett J. Flynn (1924)
- Is Love Everything?, regia di Christy Cabanne (1924)
- Un'ora di follia (The Dancers), regia di Emmett J. Flynn (1925)
- Adventure, regia di Victor Fleming (1925)
- The Champion of Lost Causes, regia di Chester Bennett (1925)
- The Mad Marriage, regia di Frank P. Donovan (1925)
- Her Husband's Secret, regia di Frank Lloyd (1925)
- The Teaser, regia di William A. Seiter (1925)
- The Scarlet West, regia di John G. Adolfi (1925)
- Havoc, regia di Rowland V. Lee (1925)
- A Son of His Father, regia di Victor Fleming (1925)
- L'ospite senza nome (When the Door Opened), regia di Reginald Barker (1925)
- Forbidden Waters, regia di Alan Hale (1926)
- The Combat, regia di Lynn Reynolds (1926)
- Per suo figlio (Marriage License?), regia di Frank Borzage (1926)
- Attraverso il Pacifico (Across the Pacific), regia di Roy Del Ruth (1926)
- Nei gorghi di New York (The City), regia di Roy William Neill (1926)
- Prisoners of the Storm, regia di Lynn Reynolds (1926)
- The Secret Studio, regia di Victor Schertzinger (1927)
- Il re del sottosuolo (Old San Francisco), regia di Alan Crosland (1927)
- The American Beauty, regia di Richard Wallace (1927)
- Man Crazy (1927)
- Stop That Man!, regia di Nat Ross (1928)
- Midnight Madness, regia di F. Harmon Weight (1928)
- The Play Girl, regia di Arthur Rosson (1928)
- The Old Code, regia di Benjamin Franklin Wilson (1928)
- Confessions of a Wife, regia di Albert H. Kelley (1928)
- Blockade, regia di George B. Seitz (1928)
- Hey Rube!, regia di George B. Seitz (1928)
- The Veiled Woman, regia di Emmett J. Flynn (1929)
- The River of Romance, regia di Richard Wallace (1929)
- The Lone Star Ranger, regia di A.F. Erickson (1930)
- Il sottomarino (Men Without Women), regia di John Ford (1930)
- Soldiers and Women, regia di Edward Sloman (1930)
- Il bel contrabbandiere (Women Everywhere), regia di Alexander Korda (1930)
- Anybody's War, regia di Richard Wallace (1930)
- L'ultimo eroe (The Last of the Duanes), regia di Alfred L. Werker (1930)
- The Pay-Off, regia di Lowell Sherman (1930)
- River's End
- Part Time Wife, regia di Leo McCarey (1930)
- In fondo ai mari (Seas Beneath), regia di John Ford (1931)
- L'angelo bianco (The White Angel), regia di William A. Wellman (1931)
- Murder by the Clock, regia di Edward Sloman (1931)
- Under Eighteen, regia di Archie Mayo (1931)
- Night Beat, regia di George B. Seitz (1931)
- Il vagabondo e la ballerina (Union Depot), regia di Alfred E. Green (1932)
- The Red Shadow, regia di Kurt Neumann (1932)
- L'agonia di una stirpe (The Last of the Mohicans), regia di Ford Beebe e Reaves Eason - serial (1932)
- McKenna of the Mounted, regia di D. Ross Lederman (1932)
- Exposed, regia di Albert Herman (1932)
- Vanity Street, regia di Nick Grinde (1932)
- Barriere d'orgoglio (Robbers' Roost), regia di David Howard e Louis King (1932)
- State Trooper, regia di D. Ross Lederman (1933)
- Police Call, regia di Phil Whitman (1933)
- Sing Sinner Sing, regia di Howard Christie (1933)
- David Harum, regia di James Cruze (1934)
- Il mondo va avanti (The World Moves On), regia di John Ford (1934)
- A Demon for Trouble, regia di Robert F. Hill (1934)
- The Lemon Drop Kid, regia di Marshall Neilan (1934)
- Men of the Night
- All the King's Horses
- Sunset Range, regia di Ray McCarey (1935)
- The Glass Key, regia di Frank Tuttle (1935)
- La galleria della morte (Hard Rock Harrigan), regia di David Howard (1935)
- Il richiamo della foresta (The Call of the Wild), regia di William A. Wellman (1935)
- Agente K7 (Special Agent K-7), regia di Bernard B. Ray (1936)
- La conquista del West (The Plainsman), regia di Cecil B. De Mille (1936)
- The Accusing Finger, regia di James Hogan (1936)
- Ten Laps to Go, regia di Elmer Clifton (1936)
- Tell Your Children, regia di Louis J. Gasnier (1936)
- The Shadow Strikes, regia di Lynn Shores (1937)
- The Fighting Deputy, regia di Sam Newfield (1937)
- The Mysterious Pilot, regia di Spencer Gordon Bennet (1937)
- West of Rainbow's End, regia di Alan James (1938)
- Fuoco al mulino (Held for Ransom), regia di Clarence Bricker (1938)
- On the Great White Trail, regia di Albert Herman (1938)
- La legge dei senza paura (Code of the Fearless), regia di Raymond K. Johnson (1939)
- I moschettieri della prateria (In Old Montana), regia di Raymond K. Johnson (1939)
- Ombre rosse (Stagecoach), regia di John Ford (1939)
- I pionieri della costa d'oro (The Sun Never Sets), regia di Rowland V. Lee (1939)
- Calling All Marines, regia di John H. Auer (1939)
- The Green Hornet, regia di Ford Beebe e Ray Taylor (1940)
- Furore (The Grapes of Wrath), regia di John Ford (1940)
- My Little Chickadee, regia di Edward F. Cline (1940)
- Billy the Kid Outlawed, regia di Sam Newfield (1940)
- Marked Men, regia di John Ford (1940)
- Il figlio di Montecristo (The Son of Monte Cristo), regia di Rowland V. Lee (1940)
- Mysterious Doctor Satan, regia di John English e William Witney (1940)
- L'indossatrice (A Life of Her Own), regia di George Cukor (1950)
- È arrivato lo sposo (Here Comes the Groom), regia di Frank Capra (1951)

### Televisione
- Le inchieste di Boston Blackie (Boston Blackie) – serie TV, episodio 1x21 (1952)